# Abbaye de Novara di Sicilia
L'abbaye de Novara di Sicilia, également appelée abbaye Santa Maria di Vallebona, est une abbaye cistercienne située dans la commune de Novara di Sicilia, au nord-est de la Sicile.

## Localisation et toponymie
Administrativement, l'abbaye est située à Novara di Sicilia ; le site originel est situé dans le hameau de Badiavecchia (c'est-à-dire « la vieille abbaye ») tandis qu'une annexe, dite « monastère de saint Hugues » est construite dans le bourg-centre,.
L'abbaye est le plus souvent nommée Novara di Sicilia du nom de la ville à proximité de laquelle elle est implantée, mais elle porte également les noms de Nucaria, de Noara ou de Vallebona.

## Histoire

### Fondation

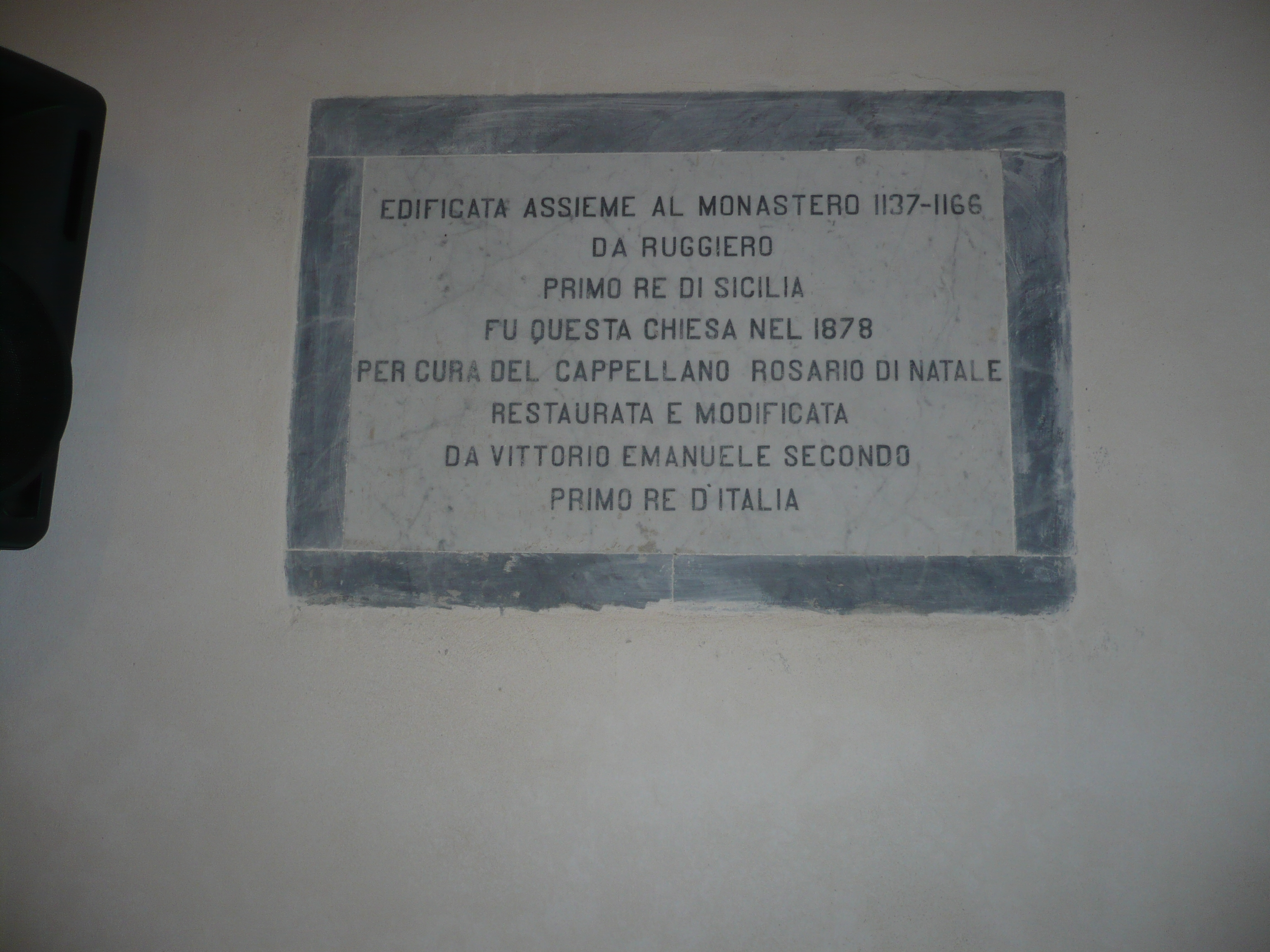
PLaque commémorative des travaux de restauration de l'abbaye en 1878, évoquant sa fondation par Roger II.

La date de fondation de l'abbaye n'est pas attestée. La plupart des historiens la placent en 1137, mais les évènements se succèdent différemment. Dans la première hypothèse, c'est Roger II qui aurait directement sollicité Bernard de Clairvaux pour qu'il vienne prendre la tête de la nouvelle fondation ; ce dernier aurait refusé et aurait envoyé son disciple Hugues,.
Toutefois cette hypothèse s'accorde mal avec la prise de position de Roger II en faveur de l'antipape Anaclet II, alors que Bernard était un des principaux soutiens d'Innocent II. Dans cette hypothèse, la fondation en 1137 aurait impliqué la mise en place d'une communauté basilienne ; et l'intégration à l'ordre cistercien n'aurait eu lieu qu'en 1172, l'abbaye de Novara s'affiliant alors à celle de Sambucina.

### Développement
L'abbaye se développe au Moyen Âge au point de fonder deux abbayes-filles, celle de Roccamadore (de) et de Spanò (de), toutes deux également situées dans la province actuelle de Messine. 

### Fin de l'abbaye
En 1600, une violente inondation détruit presque entièrement l'abbaye. La reconstruction est lente et partielle ; vers 1731, la décision est prise de quitter Novara pour le centre-bourg, où est implanté le monastère dit de saint Hugues.
En 1784, la communauté religieuse quitte définitivement Novara et s'installe à Roccamadore ; en effet l'abbaye de Novara a été supprimée par les Bourbons, et ses bâtiments sont vendus. Rapidement, l'abbaye est ruinée ; un orphelinat est construit sur son emplacement,.

## Architecture

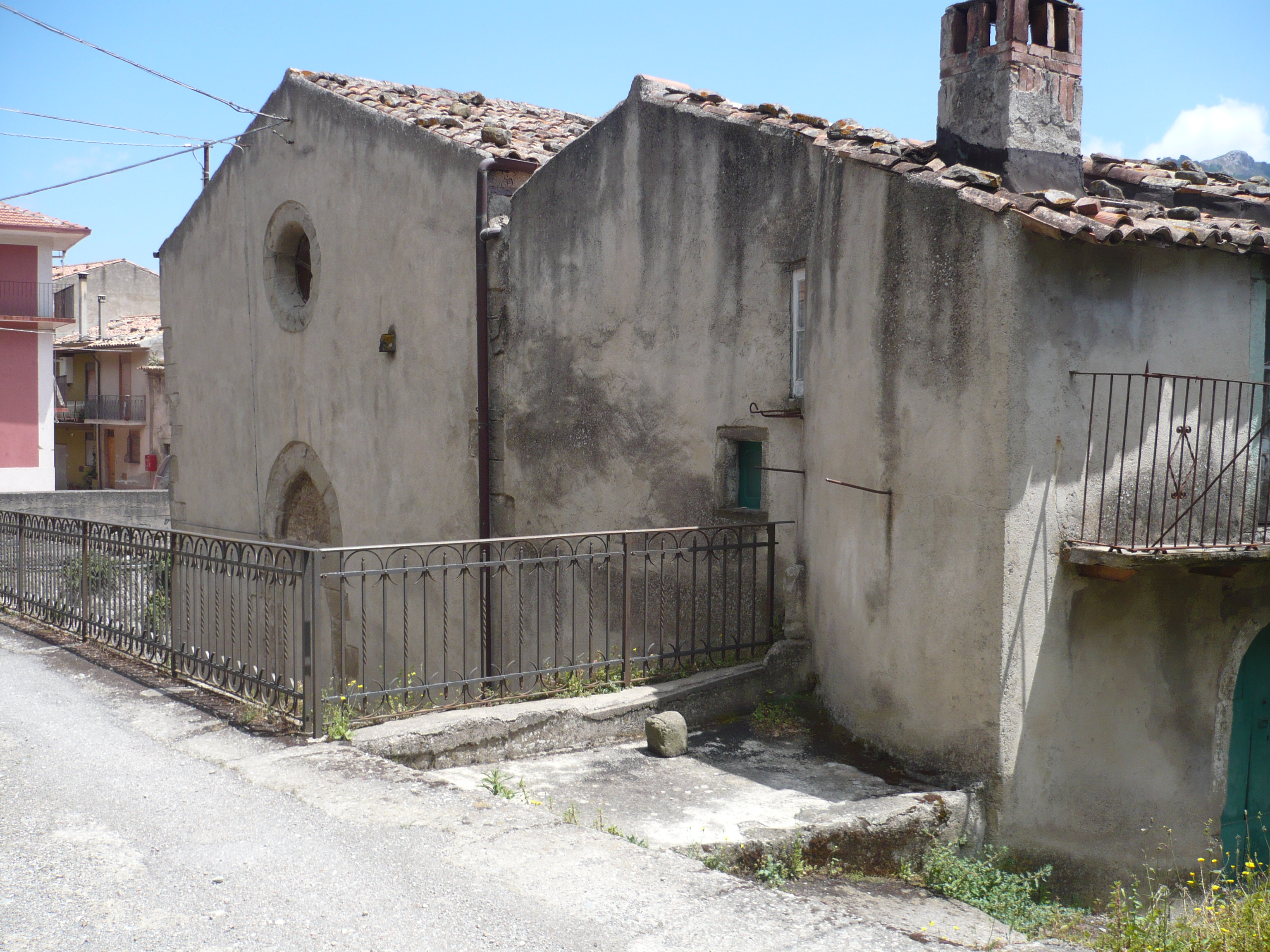
Vue des bâtiments subsistants.

L'église abbatiale est restaurée sous le règne de Victor-Emmanuel II en 1878.
Au XXIe siècle, les ruines de l'abbaye se dégradent d'autant plus vite qu'une partie du site est utilisée comme décharge sauvage.